# Rete tranviaria di Groznyj
La rete tranviaria di Groznyj è stato un sistema di trasporto pubblico della capitale cecena di Groznyj, composto da 6 linee e attivo tra il 1932 e il 1994.

## Storia
L'inaugurazione della prima linea tranviaria è avvenuta il 5 novembre 1932 e nel corso degli anni '50 e '60 il tram divenne il principale mezzo di trasporto nella città di Groznyj.
Con la caduta dell'Unione Sovietica tra il 1990 e il 1991, la rete tranviaria subì forti disagi a causa delle manifestazioni dei lavoratori non salariati, tuttavia lo stop completo arriverà alla fine del 1994, in seguito allo scoppio della prima guerra cecena che danneggerà gravemente l'infrastruttura.
Nonostante l'intenzione di rilanciare il tram nella capitale cecena, gli impianti furono rimossi completamente entro il 2007.